# 스테노
스테노(고대 그리스어: Σθεν(ν)ώ: 강한 여자, 그리스어: Sthen(n)ō, 영어: Stheno)는 그리스 로마 신화에 등장하는 괴물, 또는 여신으로, 고르고 세 자매 중 장녀이다. 이름의 뜻은 '강한 여자'란 뜻이다. 포르키스와 케토 사이에서 태어났으며, 자매로 에우리알레, 메두사가 있고, 메두사를 제외한 두 자매의 머리가락은 독사가 아니며 불사의 몸을 가졌다고 한다.

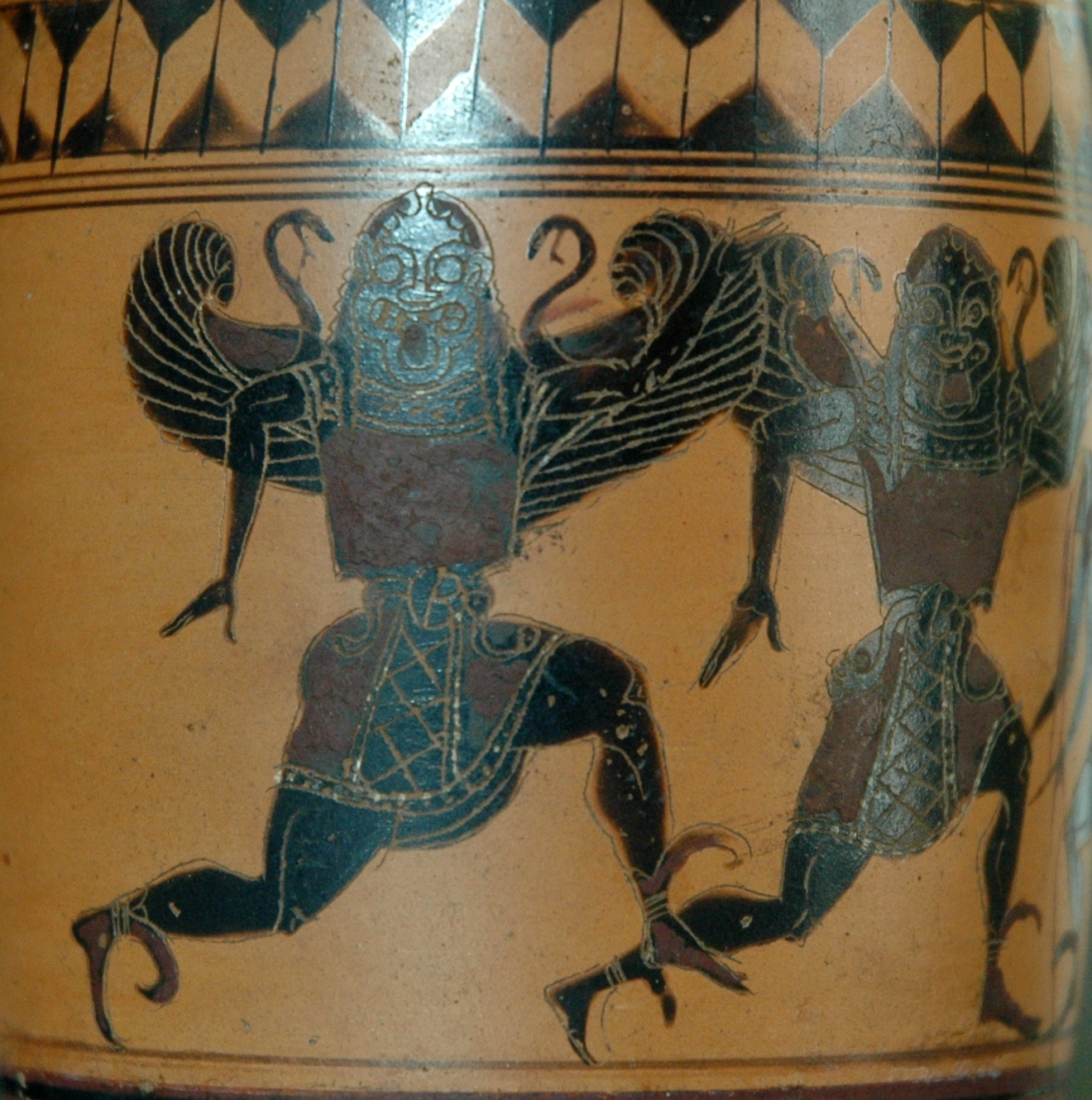
페르세우스를 쫓고 있는 스테노와 에우리알레, 아테네의 레키토스, BnF박물관

두 자매와 마찬가지로 달의 여신의 이름이기도 하다.